# Regeringen Tuomioja
Regeringen Tuomioja var Republiken Finlands 37:e regering. I Sakari Tuomiojas ministär var näringslivets närvaro påtaglig; till exempel var bergsrådet Erik Serlachius minister för kommunikationsväsendet och allmänna arbetena. Regeringen var i princip en opolitisk expeditionsministär men den uppfattades som en förtäckt borgerlig regering. Statsministern själv, chefdirektör för Finlands Bank, företrädde ett litet liberalt parti som saknade representation i riksdagen. De Frisinnades Förbund hade grundats av den "äktliberala" oppositionen inom Framstegspartiet som inte ville gå med i det 1951 grundade Finska folkpartiet där huvuddelen av de före detta framstegspartisterna fortsatte sin verksamhet. Svenska folkpartiets riksdagsledamot Henrik Kullberg, som var andra jordbruksminister, avled i ämbetet bara ett par veckor efter att regeringen tillträtt.

## Ministrar[3]
| Minister                                                                               | Ämbetsperiod                                                 | Parti                              |
| -------------------------------------------------------------------------------------- | ------------------------------------------------------------ | ---------------------------------- |
| Statsminister Sakari Tuomioja                                                          | 17 november 1953–5 maj 1954                                  | De Frisinnades Förbund             |
| Utrikesminister Ralf Törngren                                                          | 17 november 1953–5 maj 1954                                  | Svenska folkpartiet                |
| Minister i utrikesministeriet Teuvo Aura                                               | 17 november 1953–5 maj 1954                                  | opolitisk                          |
| Justitieminister Reino Kuuskoski                                                       | 17 november 1953–5 maj 1954                                  | opolitisk                          |
| Inrikesminister Heikki Kannisto                                                        | 17 november 1953–5 maj 1954                                  | Finska folkpartiet                 |
| Försvarsminister Päiviö Hetemäki                                                       | 17 november 1953–5 maj 1954                                  | Samlingspartiet                    |
| Finansminister Tuure Junnila                                                           | 17 november 1953–5 maj 1954                                  | Samlingspartiet                    |
| Minister i finansministeriet Esa Kaitila                                               | 17 november 1953–5 maj 1954                                  | Finska folkpartiet                 |
| Undervisningsminister Arvo Salminen                                                    | 17 november 1953–5 maj 1954                                  | Samlingspartiet                    |
| Jordbruksminister Kalle Jutila                                                         | 17 november 1953–5 maj 1954                                  | opolitisk                          |
| Minister i jordbruksministeriet Henrik Kullberg † Nils Westermarck                     | 17 november 1953–4 december 1953 18 december 1953–5 maj 1954 | Svenska folkpartiet                |
| Minister för kommunikationsväsendet och allmänna arbetena Erik Serlachius              | 17 november 1953–5 maj 1954                                  | opolitisk                          |
| Minister i ministeriet för kommunikationsväsendet och allmänna arbetena Aulis Junttila | 17 november 1953–5 maj 1954                                  | opolitisk                          |
| Handels- och industriminister Teuvo Aura                                               | 17 november 1953–5 maj 1954                                  | opolitisk                          |
| Minister i handels- och industriministerit T.A. Wiherheimo                             | 17 november 1953–5 maj 1954                                  | Samlingspartiet                    |
| Socialminister Esa Kaitila                                                             | 17 november 1953–5 maj 1954                                  | Finska folkpartiet                 |
| Minister i socialministeriet Päiviö Hetemäki Irma Karvikko                             | 17 november 1953–5 maj 1954                                  | Samlingspartiet Finska folkpartiet |